# Bitka pri Harlem Heights
Bitka pri Harlemu Heights je potekala med kampanjo v New Yorku v ameriški revolucionarni vojni. Bitka se je odvijala 16. septembra 1776, na območju, ki je danes znano kot Morningside Heights in vzhodno v prihodnje soseske Harlema v severozahodnem delu Manhattana, ki je danes del New Yorka.
Kontinentalna vojska pod poveljstvom generala Georgea Washingtona, generalmajorja Nathanaela Greenea in generalmajorja Israela Putnama, ki je štela okoli 9.000 mož, je zasedala vrsto vzvišenih položajev v zgornjem Manhattnu. Neposredno nasproti je bila predhodnica britanske vojske, ki je štela okoli 5.000 mož pod poveljstvom generalmajorja Henryja Clintona.
Jutranji spopad med patruljo Knowltonovih rangerjev in britanskimi lahkimi pehotnimi stražami se je razvil v zasledovanje, ko so Britanci zasledovali Američane skozi gozd nazaj proti Washingtonovemu položaju na Harlemu Heightsu. Preveč samozavestne britanske lahke čete, ki so se preveč oddaljile od svojih linij brez podpore, so se izpostavile protinapadu. Ko je to videl, je Washington ukazal bočni manever, ki ni uspel odrezati britanskih sil, vendar so se Britanci ob soočenju s tem napadom in pritiskom čet, ki so prispele s položaja Harlem Heights, umaknili.
Ob srečanju z okrepitvami, ki so prihajale z juga in z dodatno podporo dveh poljskih topov, se je britanska lahka pehota obrnila in se postavila na odprtih poljih na Morningside Heights. Američani, prav tako okrepljeni, so prišli v močnem številu in sledila je dolgotrajna izmenjava ognja. Po dveh urah, ko je zmanjkovalo streliva, so se britanske sile začele umikati na svoje linije. Washington je prekinil zasledovanje, saj ni želel tvegati splošnega spopada z glavno britansko silo, in se umaknil na svoje linije. Bitka je pomagala obnoviti samozavest kontinentalne vojske po več porazih. To je bil Washingtonov prvi uspeh na bojišču v vojni.
Po mesecu dni brez večjih bojev med vojskama je bil Washington prisiljen umakniti svojo vojsko na sever v mesto White Plains v jugovzhodnem New Yorku, ko so se Britanci premaknili zahodno v okrožje Westchester in grozili, da bodo Washingtona obkolili še južneje na Manhattnu. Po dveh porazih se je Washington umaknil zahodno čez reko Hudson.

## Ozadje
27. avgusta 1776 so britanske čete pod poveljstvom generala Williama Howea obkolile in premagale ameriško vojsko v bitki pri Long Islandu. Howe je premaknil svoje sile in priklenil Američane na Brooklyn Heights, z reko East River v ameriškem zaledju. V noči na 29. avgust je general George Washington, vrhovni poveljnik kontinentalne vojske, evakuiral celotno vojsko 9.000 mož in njihovo opremo čez vodo na Manhattan.
15. septembra je Howe izkrcal svojo vojsko v amfibijski operaciji v Kip's Bayu, na vzhodni obali Manhattana, ob reki East River. Po bombardiranju ameriških položajev na obali se je začelo izkrcanje 4.000 britanskih in hessenskih čet. Ameriške čete so začele bežati ob pogledu na sovražnika in tudi potem, ko je Washington prispel na prizorišče in prevzel takojšnje poveljstvo, zahtevajoč, da njegovi vojaki stojijo in se borijo, so zavrnili poslušnost ukazom in nadaljevali z begom.
Po razpršitvi Američanov v Kip's Bayu je Howe izkrcal 9.000 vojakov, vendar ni takoj prekinil ameriškega umika iz New York Town na jugu otoka. Washington je imel vse svoje čete v mestu na poti proti severu ob zahodni strani Manhattana do Harlem Heights do 16:00 in vsi so do noči dosegli utrdbe na Heights.

## Bitka
Zgodaj 16. septembra je Washington prejel poročila, ki so se izkazala za neutemeljena, da Britanci napredujejo. Washington, ki je pričakoval napad, je ukazal skupini 150 mož pod poveljstvom podpolkovnika Thomasa Knowltona, naj izvidijo britanske linije. Ob zori so Knowltonove čete opazili britanski stražarji iz brigade lahke pehote brigadirja Alexandra Leslieja.
Dve ali tri čete 2. bataljona lahke pehote so napredovale, da bi napadle sovražnika pred seboj. Več kot pol ure se je nadaljeval spopad v gozdovih, ki so se razprostirali čez dve kmetiji, Jonesovo in Hoaglandtovo. Ko je Knowlton spoznal, da bodo številčno močnejše britanske sile obšle njegov bok, je ukazal umik, ki je bil izveden "brez zmede ali izgub", čeprav je bilo v začetnem spopadu izgubljenih morda deset mož.
Britanci so hitro sledili. Knowltonova skupina se je pojavila na odprtem robu gozda, ki je gledal na široko vdolbino, znano kot Hollow Way, ki je označevala sprednji rob Washingtonovega položaja. Rangerji so prečkali ameriške linije, medtem ko se je zasledujoča lahka pehota, ko je dosegla gozdno mejo, ustavila, da bi se reorganizirala. Zvok njihovih trobent, bodisi da so klicali spopadajoče se vojake k pregrupiranju ali klicali po okrepitvah, je bil Washingtonovemu adjutantu generalu polkovniku Josephu Reedu spomin na lov na lisice in se mu je zdelo, da je bil namenjen kot žalitev.
Verjetno so bili približno v tem času elementi 2. in 3. bataljona lahke pehote, skupaj z 42. polkom Highlanders, poslani kot okrepitve. Reed, ki je šel naprej, da bi se posvetoval s Knowltonom, se je vrnil, da bi poročal Washingtonu in ga spodbudil, naj okrepi rangerje. Washington, ki je videl priložnost za oživitev duha svojih mož, je zasnoval načrt, kako ujeti neprevidno sovražnikovo patruljo. Ukazal je četam, naj napredujejo in izvedejo diverzantski napad, da bi Britance zvabili v Hollow Way, medtem ko se je drug oddelek premaknil okoli britanskega desnega boka, da bi jih odrezal.
Diverzantska skupina, sestavljena iz 150 prostovoljcev, je stekla v Hollow Way in začela napadati Britance, ki so se odzvali z napredovanjem v dolino, da bi zasedli gozdno ograjo in vrnili ogenj. Prostovoljce je nato okrepilo še 900 mož in sledila je dolgotrajna izmenjava ognja, čeprav sta bili strani preveč oddaljeni, da bi povzročili veliko škode.
Bočna skupina je bila sestavljena iz Knowlton's Rangers, okrepljenih s tremi četami virginijskih strelcev pod poveljstvom majorja Andrewa Leitcha, skupaj približno 200 mož. Ko so se premikali naprej, zdi se, da je neznani častnik pomotoma napačno usmeril skupino in manever je Britance ujel v bok, ne v zaledje. Med napadom sta bila Knowlton in Leitch ustreljena in smrtno ranjena. Kljub temu so ameriške čete napredovale.
Britanske čete so se, zavedajoč se, da je njihov bok v nevarnosti, umaknile navzgor, da bi zasedle ograjo. Washington je okrepil svoje čete v Hollow Wayu in skupaj z bočno skupino sprožil čelni napad. Britanska lahka pehota se je umaknila čez odprto kmetijsko zemljišče na ajdovo polje na območju, kjer zdaj stoji Barnard College. Tukaj so prejeli okrepitve; vključno z dvema 3-pdr topovoma.
Washington sprva ni bil naklonjen preganjanju britanskih čet, a ko je videl, da njegovi možje počasi potiskajo Britance nazaj, je poslal okrepitve in dovolil četam, da se vključijo v neposreden napad. Do prihoda vseh okrepitev je bilo na ajdovem polju vključenih skoraj 1.800 Američanov. Za vodenje bitke so bili poslani člani Washingtonovega štaba, vključno z Nathanaelom Greeneom. Do takrat so bile britanske čete prav tako okrepljene; njihova moč je dosegla število, ki je bilo nekoliko manjše od napadajočih Američanov.
Uro in pol se je bitka nadaljevala na polju in v okoliških gozdovih, dokler se, ko so nekatere enote, vključno s 3-stotnimi topovi, izstrelile svoje strelivo, Britanci niso začeli umikati. Američani so pritiskali naprej v zasledovanju, dokler Washington, zaskrbljen zaradi približevanja britanskih rezerv, ni ukazal ustavitev. Po prejemu Washingtonovih ukazov, naj se vrnejo na svoje linije, so čete glasno "huzzah" in zapustile polje v dobrem redu.

## Posledice
Britanske žrtve je Howe uradno poročal kot 14 mrtvih in 78 ranjenih, vendar je član Howovega štaba v svojem dnevniku zapisal, da je bila izguba 14 mrtvih in 154 ranjenih. Avtor David McCullough predlaga veliko višje številke "verjetno...90 mrtvih in približno 300 ranjenih", vendar za to ne navaja vira. Henry Johnston, čigar študija iz leta 1897 ostaja edina podrobna preiskava bitke, je ocenil britanske izgube na 14 mrtvih in 157 ranjenih ter ameriške na približno 30 mrtvih in 100 ranjenih, vključno s polkovnikom Knowltonom med mrtvimi.
Major Andrew Leitch, poveljnik virginijskih strelcev, je umrl nekaj dni kasneje. Obe strani sta razglasili zmago. Odboj britanskih čet v tem "precej ostrem spopadu" je "izjemno" dvignil moralo v ameriških vrstah, kot je opazil George Washington, celo med tistimi, ki niso bili vpleteni. Prav tako je to bil prvi uspeh vojne za vojsko neposredno pod Washingtonovim poveljstvom.
V naslednjem mesecu kampanje je bilo malo bojev, vendar je Washington oktobra premaknil svojo vojsko v White Plains, potem ko je slišal, da ga Britanci poskušajo ujeti na Manhattanu. Po porazu v bitki pri White Plains in kasneje v bitki pri Fort Washington, sta se Washington in njegova vojska umaknila čez New Jersey, zasledovana s strani Britancev, v Pennsylvanijo.
Izguba Knowltona je bila udarec za mlade ameriške obveščevalne operacije, saj je na Washingtonovo pobudo ustvaril in vodil prvo takšno enoto kontinentalne vojske.